# Relazioni bilaterali tra San Marino e Serbia
Le relazioni bilaterali tra Serbia e San Marino sono le relazioni estere tra Serbia e San Marino. Le relazioni diplomatiche tra la Repubblica di Serbia e la Repubblica di San Marino sono state stabilite dallo scambio di note del 14 febbraio 2002 (ratificato dal Consiglio Grande e Generale il 30 luglio 2002). 
San Marino ha un'ambasciata a Belgrado mentre la Serbia copre San Marino da un'ambasciata a Roma. L'ambasciatore di San Marino in Serbia è Ubaldo Livolsi. L'ambasciatore della Serbia in Italia accreditato su base non residenziale a San Marino è Sanda Rašković Ivić. L'ambasciatore Livolsi ha presentato le sue Lettere di credito il 2 febbraio 2005.

## Storia
La Jugoslavia e la Repubblica di San Marino hanno firmato l'Accordo sull'instaurazione di relazioni consolari con uno scambio di Note del 25 settembre e 13 ottobre 1961, rispettivamente. Secondo l'accordo, un alto diplomatico presso l'ambasciata della RSF Jugoslavia a Roma è stato designato console generale nella Repubblica di San Marino. 
Il capitano reggente visitò la Jugoslavia nel 1984. Il ministro degli Esteri di San Marino, Fabio Berardi, ha visitato Belgrado il 15 luglio 2005, dove ha incontrato il presidente serbo Boris Tadić, il primo ministro Vojislav Koštunica e il ministro degli affari esteri Vuk Drašković . Durante la visita, Berardi ha promesso che San Marino sosterrà tutte le richieste della Serbia in seno al Consiglio d'Europa, durante la sua presidenza, per quanto riguarda l'impulso per l'affermazione del dialogo e la sovranità territoriale della Serbia. Nel 2008, dopo che la Repubblica del Kosovo dichiarò la propria indipendenza, il ministero degli Esteri di San Marino dichiarò che San Marino riconosce il diritto all'autodeterminazione, ma ritiene anche che "l'Atto finale di Helsinki svolge un ruolo importante nel prezioso equilibrio". La dichiarazione indicava il problema dell'odio etnico nell'area dell'ex Jugoslavia. Sebbene la proclamazione dell'indipendenza sia stata accompagnata da dichiarazioni delle nuove autorità sul rispetto delle minoranze, rimane il timore che senza la protezione delle forze internazionali ci possa essere un esodo di massa dei serbi. San Marino non desidera riaccendere i conflitti etnici e religiosi riconoscendo il Kosovo come uno stato indipendente, anche se ritiene che tutto il popolo del Kosovo debba essere sostenuto dalla solidarietà internazionale. San Marino sostiene la continua presenza dell'Organizzazione per la sicurezza e la cooperazione in Europa (OSCE) sul Kosovo e attenderà con la decisione sul riconoscimento fino a quando lo stato del Kosovo non sarà risolto attraverso il dialogo di entrambe le parti sotto la supervisione delle Nazioni Unite, quindi che entrambe le parti possono contare sull'imparzialità internazionale del giudizio. 
Nonostante le sue precedenti dichiarazioni, l'11 maggio 2008 San Marino ha riconosciuto l'indipendenza della Repubblica del Kosovo.